# ルナティック・ハーネス
ルナティック・ハーネス(Lunatic Harness)は、イギリスのテクノミュージシャン、マイク・パラディナスがµ-Ziq名義で1997年に発売した4枚目のアルバム。
イギリスでは1997年6月30日にマイク・パラディナス自身の主催するレーベルであるプラネット・ムーより発売された。アメリカではアストラルワークスより7月29日、日本ではEMIミュージック・ジャパンより8月27日に発売された。

## 収録曲
1. ブレイス・ユアセルフ・ジェイソン - Brace Yourself Jason
2. ヘイスティー・ブーム・アラート- Hasty Boom Alert
3. マッシュルーム・コンポスト - Mushroom Compost
4. ブレインヴィル - Blainville
5. ルナティック・ハーネス - Lunatic Harness
6. アプローチング・メナス - Approaching Menace
7. マイ・リトル・ビューティフル - My Little Beautiful
8. シークレット・ステアー・パート1 - Secret Stair, Pt. 1
9. シークレット・ステアー・パート2 - Secret Stair, Pt. 2
10. ワナビー - Wannabe
11. カットキン・アンド・ティーゼル - Catkin and Tease
12. ロンドン - London
13. ミッドウィンター・ログ - Midwinter Log